# Kaija Saariaho
Kaija Anneli Saariaho (Helsinki, 14 de octubre de 1952-2 de junio de 2023)fue una compositora finlandesa, una de las más importantes de principios del siglo XXI a nivel mundial.
Kaija Saariaho estudió composición en Helsinki, Freiburg y París, donde vivió desde 1982. Sus estudios en el IRCAM tuvieron una gran influencia en su música y sus texturas, característicamente lujosas y misteriosas, son creadas a través de una mezcla de música en directo y producciones electrónicas. Aunque la mayoría de sus composiciones son obras de cámara, desde mediados de los noventa evolucionó hacia unas obras de mayor fuerza y estructuras más amplias, tales como óperas o música coral, como Oltra mar, encargada por la Orquesta Filarmónica de Nueva York.
Fue una de las compositoras más solicitadas para componer ópera. Su primera ópera L'amour de loin (El amor de lejos), estrenada en 2000 en el Festival de Salzburgo, fue un gran éxito que permitió ser representada en otros escenarios de todo el mundo. Su segunda ópera Adriana Mater fue encargada por la Opera Nacional de París para 2006 y en 2010 estrenó su tercera ópera Émilie en Lyon, basada en la vida de la matemática Émilie du Châtelet. En las tres piezas, el libreto fue escrito por Amin Maalouf.

## Biografía
Kaija Saariaho nació en Helsinki y estudió música en la Academia Jean Sibelius con Paavo Heininen y fundó, junto a Magnus Lindberg y otros, el grupo “Ears Open”. Posteriormente mejoró sus conocimientos en Friburgo (bajo la dirección de Brian Ferneyhough y Klaus Huber) y en los cursos de verano de Darmstadt. Desde 1982, prosiguió sus estudios en el IRCAM de París, ciudad a la que se trasladó a vivir desde entonces. 
En esta institución, Saariaho desarrolló nuevas técnicas de composición, mediante el empleo de la electrónica en vivo, el trabajo con la cinta y la asistencia computarizada. A la vez, comenzó su interés por la escritura para orquesta. El rasgo más particular de sus composiciones orquestales de esta época es la creación de densas masas de sonido en permanente y paulatina transformación. Además, el estudio de las técnicas de análisis del espectro sonoro por ordenador llevadas a cabo por los compositores espectralistas franceses le ayudó a crear su propio lenguaje armónico, caracterizado por una cuidada notación rica en marcas de expresión donde caben desde el uso frecuente de armónicos hasta los detalles microtonales de un continuum sonoro que parte desde el tono temperado hasta el ruido sin afinación precisa y viceversa.
Su trabajo en la década de los ochenta y noventa está remarcado por un énfasis en el timbre y en el uso de la música electrónica nacida de instrumentos tradicionales, esencialmente de la cultura nórdica y oriental. Nymphéa (Jardín secreto III) (1987), por ejemplo, es un cuarteto de cuerda con música electrónica. 
A finales de los 90 comenzó a componer ópera y otros géneros de música vocal como un ciclo de canciones (Quatre instants, 2002) o un oratorio (La Passion de Simone) cosechando un gran éxito entre crítica y público. Con la colaboración del periodista y escritor Amin Maalouf como libretista y de Peter Sellars como director de producción, ha estrenado tres óperas hasta la fecha (L’amour de loin, 2000; Adriana Mater, 2006; y Émilie, 2010).
Debido a su experiencia en la composición vocal, su música fue evolucionando hacia posiciones más modales en cuanto a lo melódico en combinación con el empleo de patrones rítmicos y armónicos más regulares. Estos cambios se pueden percibir en obras como Notes of Light (2006), para chelo y orquesta, o Laterna Magica (2008), para orquesta.
Una de las características más notables que caracteriza toda la obra musical de Saariaho es su asociación con un círculo estable de colaboradores: Peter Sellars, Amin Maalouf, el chelista Anssi Karttunen, la flautista Camilla Hoitenga, el director Esa-Pekka Salonen, la soprano Dawn Upshaw, o el pianista Enmanuel Ax, entre otros.
Ganó el Prix Italia y, en 1989, el Premio Ars Electronica. Recibió también menciones del Lincoln Center y del IRCAM.
En el año 2000 ganó el Nordic Council Music Prize por su trabajo Lonh para soprano y música electrónica.
En 2013, fue galardonada con el Premio Polar, junto al músico Youssou N'Dour
En 2017, recibió el Premio Fundación BBVA Fronteras del Conocimiento, en la categoría de Música Contemporánea.

### Resumen de su carrera
- 1976-81 - Estudió composición con Paavo Heininen en la Academia Jean Sibelius, Helsinki.
- 1982 - Aprende composición musical por ordenador en la IRCAM, de París y fija su residencia en la capital francesa.
- 1986 - Gana el Premio Kranichsteiner en Darmstadt.
- 1989 - Gana el Premio Ars Electronica por Stilleben and Io; y se traslada un año a la Universidad de San Diego.
- 1991 - Compone la música para el ballet Maa, y consigue el premio del Ballet Nacional de Finlandia.
- 2001 - Premio Schock, otorgado por un comité de la Real Academia Sueca de Música.
- 2003 - Gana el Premio Grawemeyer de Composición por su obra L’amour de loin (ópera estrenada con un montaje de Peter Sellars)
- 2011 - Premio Musical Léonie Sonning
- 2013 - Premio Polar de Música (concedido ex aequo a Youssou N'Dour)
- 2017 - Premio Fundación BBVA Fronteras del Conocimiento

## Fallecimiento
Desde febrero de 2021 fue diagnosticada de glioblastoma, un tipo de cáncer cerebral muy agresivo. Los tumores se comenzaron a diseminar, afectando sus facultades motoras. El 2 de junio de 2023, su familia anunció el fallecimiento de la compositora debido a la enfermedad que la aquejaba. Falleció mientras dormía, en su cama, en París.

## Catálogo de obras
| Año       | Obra | Tipo de obra                           | Duración |
| 1977      | Bruden, ciclo de canciones para soprano, 2 flautas y 2 percusionistas. | Música vocal                           | 10:00    |
| 1978      | Canvas, para flauta. | Música solista (flauta)                | 05:00    |
| 1979      | Suomenkielinen sekakuorokappale, para soprano, barítono y coro mixto. | Música coral                           | 09:00    |
| 1979      | Cartolina per Siena, para cinta magnética. | Música electroacústica                 | 03:00    |
| 1979      | Aurora, para conjunto instrumental | Música instrumental                    | 03:00    |
| 1979      | Nej och inte. Tres canciones para cuarteto femenino o coro. | Música coral                           | 05:00    |
| 1979      | Jing, para soprano y violonchelo. | Música vocal                           | 08:00    |
| 1980      | Yellows, para violonchelo y percusión | Música instrumental                    | 10:00    |
| 1980      | Study for Life, para voz femenina, bailarina, cinta y luces. Texto de T. S. Eliot (en inglés).                                                                                                  | Música vocal                           | 18:00    |
| 1980      | Im Traume, para violonchelo y piano. | Música instrumental (dúo)              | 10:00    |
| 1980      | Preludi-Tunnustus-Postludi, para soprano y piano preparado. Texto de Mika Waltari (en finés).                                                                                                   | Música vocal                           | 04:00    |
| 1981      | Kolme preludia, para soprano y órgano. Texto de la Biblia (en finés). | Música vocal (piano)                   | 06:00    |
| 1981      | ...sah den Vögeln, para soprano, flauta, oboe, violonchelo, piano preparado y electrónica en vivo. Text: collage.                                                                               | Música vocal                           | 15:00    |
| 1981      | Study II for Life, para cinta magnética. | Música electroacústica                 | 12:00    |
| 1982      | Vers de blanc, para cinta magnética. | Música electroacústica                 | 15:00    |
| 1982      | Du gick, flög, para soprano y piano. Texto de Gunnar Björling (en sueco). | Música vocal (piano)                   | 04:00    |
| 1982      | Adjö (título original: «Ju lägre solen». Revisado en 1985), para soprano, flauta y guitarra. Texto de Solveig von Schoultz (en sueco).                                                          | Música vocal                           | 10:00    |
| 1982      | Laconismede l'aille, para flauta solo | Música solista (flauta)                | 09:00    |
| 1982-84   | Verblendungen, para orquesta | Música orquestal                       | 14:00    |
| 1983      | Three Interludes and other music to "Skotten i Helsingfors". Música incidental para cinta. Texto de Joakim Groth.                                                                               | Música incidental                      | 30:00    |
| 1984      | Kollisionen (Inspirada en Jean-Baptiste Barrière. Otra versión: 1986, llamada Collisions), para percusión y electrónica.                                                                        | Música electrónica                     | 60:00    |
| 1984-86   | Jardin secret II, clavecín y cinta | Música electroacústica                 | 10:00    |
| 1985      | Csokolom, grabación de objetos escénicos | Música incidental                      | 60:00    |
| 1985      | Música para la película Suuri illusioni. | Música de cine                         | 85:00    |
| 1985      | Jardin Secret I, para cinta magnética. | Música electrónica                     | 11:00    |
| 1986      | Il pleut, para soprano y piano. Texto de Guillaume Apollinaire (en francés). | Música vocal (piano)                   | 02 :00   |
| 1986      | Lichtbogen, para flauta, percusión, arpa, piano, 2 violines, viola, violonchelo, contrabajo y electrónica en vivo.                                                                              | Música electrónica                     | 16:00    |
| 1986      | Collisions (Versión de Kollisionen, 1984), para cinta magnética. | Música electroacústica                 | 60:00    |
| 1986-87   | Io, para conjunto instrumental y electrónica en vivo. | Música electrónica                     | 18:00    |
| 1987      | Nymphea (Jardin Secret III), para cuarteto de cuerda y electrónica en vivo | Música electrónica                     | 20:00    |
| 1987      | Piipää (Compuesta a partir de Jean-Baptiste Barrière). Música para multimedia performance. Soprano, tenor, cinta y electrónica en vivo. Texto de Jouni Tommola.                                 | Música incidental                      | 60:00    |
| 1987-88   | Stilleben (Texto: collage de Franz Kafka, Paul Eluard y Wassily Kandinsky), para cinta (obra radiofónica).                                                                                      | Música vocal                           | 22:00    |
| 1988      | Petals, para violonchelo solo, con electrónica en vivo opcional. | Música solista (violonchelo)           | 08:00    |
| 1988      | From the Grammar of Dreams (Texto de Paul Eluard (en francés), para soprano y mezzosoprano. Texto de Sylvia Plath (en inglés).                                                                  | Música vocal                           | 10:00    |
| 1988      | Grammaire des rêves, para soprano, contralto y conjunto instrumental. | Música vocal                           | 11:00    |
| 1989-90   | Du cristal, para orquesta sinfónica | Música orquestal                       | 18:00    |
| 1990      | ...la fumée, para flauta alto, violonchelo y orquesta | Música orquestal                       | 18:00    |
| 1990      | Fanfaari, para orquesta de cámara. | Música orquestal (cámara)              | 01:00    |
| 1990      | Oi kuu, para clarinete bajo, violonchelo y electrónica opcional (otras versiones: 1993) | Música instrumental (dúo)              | 06:00    |
| 1991      | Aer (Parte 7 de «Maa»), para arpa y electrónica ad libitum. | Música electrónica                     | 17:00    |
| 1991      | Nuits, adieux (Textos de Jacques Roubaud y Honoré de Balzac. Otra versión: 1996.), Cuarteto vocal (SATB) y electrónica en vivo.                                                                 | Música vocal                           | 10:00    |
| 1991      | Gates (Parte 2 de «Maa»), para flauta, clavecín, violonchelo y electrónica en vivo. | Música electrónica                     | 12:00    |
| 1991      | ...de la terre (Parte 3 de «Maa»), para violín solista y electrónica en vivo. | Música electrónica                     | 15:00    |
| 1991      | Monkey Finger, Velvet Hands, para piano | Música solista (piano)                 | 05:00    |
| 1991      | Fall (Parte 6 de «Maa»), para arpa y electrónica ad libitum. | Música electrónica                     | 05:00    |
| 1991      | Suomi 75 vuotta (""Finland 75 years""), jingle de 15 segundos" | Música electrónica                     | 00:15    |
| 1991      | Música para la película Valon ihme. | Música de cine                         | 32:00    |
| 1991-92   | Maa. Música para ballet en siete escenas. Orquesta de cámara y electrónica | Música de ballet                       | 90:00    |
| 1991-96   | Cendres, para flauta, violonchelo y piano (rev. en 1998) | Música instrumental                    | 10:00    |
| 1992      | NoaNoa, Fragrant, para flauta y electrónica | Música electrónica                     | 10:00    |
| 1992      | Jingle for the Centre Georges-Pompidou (solo 5 segundos) | Música orquestal                       | 00:05    |
| 1992      | Amers, para violonchelo, orquesta de cámara y electrónica en vivo | Música orquestal (concertante)         | 20:00    |
| 1992      | Caliban's Dream (Parte 2 de «The tempest Songbook», 2004), para barítono solo y clarinete, mandolina, guitarra, arpa, contrabajo. Texto de William Shakespeare (en inglés). Otra versión: 1995. | Música vocal                           | 03:00    |
| 1992-94   | Près, para violonchelo solo y electrónica. | Música electrónica                     | 18:00    |
| 1993      | La dame, la licorne. Exhibición: con pinturas de Raija Malka y sonido de Saariaho (versión de 1999 electroacústica)                                                                             | Música incidental                      | 12:00    |
| 1993      | Música para la película Etant donné le bleu («Given the blue», solo 3 minutos) (inspirada en Jean-Baptiste Barrière"                                                                            | Música de cine                         | 03:00    |
| 1993      | Solar, para grupo instrumental (con sintetizador) | Música electroacústica                 | 18:00    |
| 1993-94   | Trois Rivières, para cuarteto de percusionistas y electrónica | Música electrónica                     | 16:00    |
| 1993-95   | Folia, para contrabajo y electrónica opcional. | Música electrónica                     | 12:00    |
| 1993-95   | Six Japanese Gardens, para percusión y electrónica. | Música electrónica                     | 10:00    |
| 1994      | Graal Theâtre, para violín y orquesta (en 1997, versión para violín solista y orquesta de cámara).                                                                                              | Música orquestal (concertante)         | 30:00    |
| 1994      | Nocturne, In Memory of Witold Lutoslawski, para violín. | Música solista (violín)                | 06:00    |
| 1995      | Château de l'âme, para soprano, ocho voces femeninas y orquesta. | Música vocal (orquesta)                | 26:00    |
| 1996      | Spins and Spells, para violonchelo. | Música solista (violonchelo)           | 07:00    |
| 1996      | Lonh («De lejos». Dedicada a Dan Upshaw), para soprano y electrónica. | Música electrónica                     | 17:00    |
| 1996      | New Gates (Adaptación del movimiento Gates de «Maa», 1991), para flauta, viola y arpa | Música instrumental (trío)             | 13:00    |
| 1996      | Die Aussicht (Texto de Friedrich Hölderlin (en alemán). Otras versiones: 1998 y 1999), para soprano, flauta, violín, violonchelo y guitarra.                                                    | Música vocal                           | 03:00    |
| 1997      | Mirrors (Música para el CD-ROM Prisma), para flauta y violonchelo. | Música instrumental (dúo)              | 04:00    |
| 1997      | Miranda's Lament (Parte 3 de «The tempest Songbook», 2004), para soprano, clarinete, arpa, violín y contrabajo. Texto de William Shakespeare (en inglés). Otra versión: 1999.                   | Música vocal                           | 05:00    |
| 1997-99   | Pilvimusiikkia (Cloud Music), instalación electroacústica de duración variable | Música incidental (documental o video) | 31:45    |
| 1998      | Liisan taikahuilu, para flauta. | Música solista (flauta)                | 03:00    |
| 1998      | Neiges, para ocho violonchelos. [1. Nuages de neige. - 2. Étoiles de neige. - 3. Étoile de neige 2. - 4. Aiguilles de glace. - 5. Fleurs de neige]                                              | Música instrumental                    | 15:00    |
| 1998      | Colours du vent, para flauta alta. | Música solista (flauta)                | 11:00    |
| 1998      | Forty Heartbeats, para orquesta de cámara. | Música orquestal (cámara)              | 03:00    |
| 1998-2000 | L'amour de loin (ópera, Salzburgo 2000). | ópera                                  | 120:00   |
| 1999      | Oltra mar. Seven Preludes for the New Millennium, para coro mixto y orquesta. | Música coral (orquesta)                | 15:00    |
| 1999      | Prisma. Electronic music for the CD-ROM Prisma | Música electrónica                     | 19:00    |
| 1999      | Quatre petits messages, Music for the stage work Unien kieliopista (From the Grammar of Dreams), para 2 sopranos, flauta y arpa.                                                                | Música vocal                           | 08:00    |
| 1999      | Ciel etoilé, para contrabajo y percusionista. | Música instrumental                    | 05:00    |
| 2000      | Sept Papillons, para violonchelo. | Música solista (violonchelo)           | 10:00    |
| 2000      | Message pour Gérard, para mezzosoprano, flauta, arpa, percusión (2 intérpretes), violín, viola, violonchelo y contrabajo.                                                                       | Música vocal                           | 05:00    |
| 2000      | Ariel's Hail (Parte 1 de «The tempest Songbook». 2004), para soprano, flauta y arpa. | Música vocal                           | 04:00    |
| 2000      | Aile du songe. Concierto para flauta y orquesta. | Música orquestal (concertante)         | 20:00    |
| 2000      | Iltarukous. (Evening Prayer), para soprano y piano. Texto de Eino Leino (en finés). | Música vocal (piano)                   | 03:00    |
| 2000      | Trois rivières: Delta, para percusión (1 solista) y electrónica. | Música electrónica                     | 15:00    |
| 2001      | Uberzeugung, para tres voces femeninas/coro femenino, violín, violonchelo, crótalos (en manos de una de las solistas). Texto: Friedrich Hölderlin (en alemán).                                  | Música vocal                           | 02:00    |
| 2001      | Tag des Jahrs, para coro mixto y electrónica. Texto: Friedrich Hölderlin (en alemán). | Música vocal                           | 15:00    |
| 2001      | Danse des flocons I, versión para orquesta de cuerda. | Música orquestal (cámara)              | -        |
| 2001      | Cinq Reflets de l'Amour de loin, para solo soprano, solo barítono y orquesta. | Música vocal (orquesta)                | 30:00    |
| 2001      | Song for Betty (arreglo del último movimiento de «L'Amour de loin»), orquesta, piano y cuerdas.                                                                                                 | Música orquestal                       | 05:00    |
| 2001      | Nymphea Reflection, orquesta de cuerdas. | Música orquestal (cámara)              | 22:00    |
| 2002      | From the Grammar of Dreams. Versión para soprano y electrónica | Música electrónica                     | 10:00    |
| 2002      | Les fantômes du temps, espectáculo coreográfico e instalación multimedia (Saariaho y Jean-Baptiste Barrière)                                                                                    | Música incidental                      | -        |
| 2002      | Orion, para orquesta | Música orquestal                       | 25:00    |
| 2002      | Quatre instants, para soprano y piano. Texto: Amin Maalouf (en francés). [1. Attente; 2. Douleur; 3. Parfum de l'instant; 4. Résonances (existe una versión. orquestal).                        | Música vocal (piano)                   | 23:00    |
| 2002      | Danse des flocons II, versión para 2 violines | Música solista (violín)                | -        |
| 2002      | Terrestre (versión de música de cámara del 2.º movimiento def ""Aile du Songe""), solo flauta + violín, violonchelo, arpa, percusión (1 player)"                                                | Música orquestal (cámara)              | 10:00    |
| 2002      | Prospero's Vision (Parte 4 de «The tempest Songbook», 2004). soprano y violín. Texto del Siddur shim Shalom (traducción del hebreo al inglés del rabbi Jules Harlow).                           | Música vocal                           | 02:00    |
| 2002      | Changing Light, para soprano y violín. | Música vocal                           | 03:00    |
| 2002-2006 | Adriana Mater. Ópera. Estrenada en primavera de 2006. Libreto: Amin Maalouf. | Ópera                                  | 120:00   |
| 2003      | Je sens un deuxième coeur (Another heart beats), viola, violonchelo y piano. | Música instrumental (trío)             | 15:00    |
| 2003      | Lumen valosta, para coro, texto de Eeva-Liisa Manner. | Música vocal                           | -        |
| 2004      | Ferdinand's Comfort (Parte 5 de «The tempest Songbook»), para soprano, barítono y coro. | Música vocal                           | 04:00    |
| 2003      | The Tempest Songbook, para soprano, barÍtono y ensemble. | Música vocal                           | 21:00    |
| 2004      | Dolce Tormento, para piccolo | Música solista                         | 05:00    |
| 2004      | Asteroid 4179: Toutatis, para orquesta. | Música orquestal                       | 04:00    |
| 2005      | Ballade, para piano | Música solista (piano)                 | 03:00    |
| 2005-2006 | La Passion de Simone, Oratorio (texto: Amin Maalouf) | Ópera                                  | -        |
| 2006      | Notes on Light, para violonchelo y orquesta | Música orquestal (concertante)         | 28:00    |
| 2010      | Émilie (texto: Amin Maalouf) | Ópera                                  | -        |
| 2010      | Tocar, para vn;pf (o flauta y arpa) |                                        | 07:00    |
| 2010      | Dreaming Chaconne (Variaciones sobre la chacona de Giuseppe Colombi), para solo chelo |                                        |          |
| 2010      | D'om le vraie sens, para grupo instrumental con clarinete |                                        | 35:00    |
| 2011      | Emilie Suite, para grupo instrumental con soprano |                                        | 25:00    |
| 2011      | Frises, para violín y electrónica |                                        | 20:00    |
| 2011      | Aure, para violín, viola [chelo] |                                        | 05:00    |
| 2011      | Kesäpäivä, para SA; 2 perc (piano para los ensayos) |                                        |          |
| 2012      | Circle Map, para orquesta con electrónica |                                        | 30:00    |
| 2012      | Duft, para clarinete |                                        | 10:00    |
| 2012      | Sombre 18 minbfl/perc/hp/db, y voz solista |                                        | 18:00    |
| 2013      | La Passion de Simone (versión de cámara), con soprano y coro mixto |                                        | 75:00    |
| 2013      | Maan varjot (Earth's Shadows), para grupo orquestal con órgano |                                        | 15:00    |
| 2013      | Luonnon kasvot , para voz y piano |                                        |          |
| 2013      | Ciel d'hiver, para grupo orquestal |                                        | 10:00    |
| 2014      | Light and Matter, para pf/vn.vc |                                        | 12:00    |
| 2014      | The Bosun's Cheer (modern instrument version), sprechstimme speaker, fl, vc, db |                                        | 04:00    |
| 2014      | Offrande, para órgano/chelo |                                        | 07:00    |
| 2014      | True Fire, para grupo orquestal con barítono |                                        | 27:00    |
| 2014      | The Bosun's Cheer (period instrument version), sprechstimme speaker, vn, vc, db |                                        | 04:00    |
| 2015      | Trans, para grupo orquestal con arpa solista |                                        | 20:00    |
| 2016      | Sense, para violín |                                        |          |
| 2016      | Figura, para piano, cuarteto de cuerdas y clarinete solista |                                        | 14:00    |
| 2016      | Light still and moving, para flauta y kantele | 12:00                                  |          |
| 2016      | Quatre Instants (versión de cámara), con soprano |                                        | 20:00    |
| 2016      | Arabesques et adages, para piano |                                        | 07:00    |
| 2015      | Only The Sound Remains, ópera, grupo instrumental con electrónica, con contratenor, bass barítono y conjunto vocal (SATB)                                                                       | Ópera                                  | 115:00   |
| 2017      | Saarikoski-laulut (Saarikoski Songs) (versión orquestal), con soprano |                                        | 11:00    |
| 2017      | Concordia, para violín y chelo |                                        | 20:00    |
| 2017      | Saarikoski-laulut (Saarikoski Songs), para soprano y piano |                                        | 11:00    |
| 2018      | Vers toi qui es si loin (para grupo instrumental y soprano) (hay versión para violín solo) |                                        | 07:00    |
| 2018      | Innocence, para orquesta, solistas vocales, female folk singer, 5 singing actors, female voice y coro (SATB)                                                                                    |                                        | 105:00   |
| 2019      | Vista, para orquesta |                                        | 25:00    |
| 2019      | Prospero’s Vision, para vn.vn.va.vc y tenor |                                        | 06:00    |
| 2019      | Changing Light, para Bar/vc |                                        | 07:00    |
| 2019      | Chimera, para grupo orquestal |                                        | 01:00    |
| 2019      | Die Aussicht, para vn.vn.va.vc |                                        | 04:00    |
| 2020      | Semafor, para grupo instrumental |                                        | 14:00    |
| ?         | Reconnaissance, SATB chorus/perc/db |                                        | 20:00    |

## Grabaciones
- Graal Théâtre - Gidon Kremer; BBC Symphony Orchestra; Esa-Pekka Salonen - Sony SK60817
- L’Amour de loin - Gerald Finley; Dawn Upshaw; Finnish National Opera; Esa-Pekka Salonen - Deutsche Grammophon DVD 00440 073 40264
- Nymphéa - Cikada String Quartet - ECM New Series 472 4222